# Camp de concentration de Roßlau
 (février 2023).
Le camp de concentration de Roßlau (en allemand : Konzentrationslager Roßlau) est un ancien camp de concentration allemand créé le 12 septembre 1933 et fermé le 31 juillet 1934. Le camp était situé dans l'ancienne Maison du peuple des syndicats de l’ancienne commune de Roßlau (en), désormais intégrée dans la commune de Dessau-Roßlau, en Saxe-Anhalt.

## Histoire
Les premiers détenus sont des prisonniers provenant de la prison du tribunal de Dessau. Après sa mise en service, les prisonniers provenant des prisons surpeuplées sont internés au camp de concentration de Roßlau. Le 1er octobre 1933, les détenus sont transférés dans le camp de concentration d'Oranienburg à Roßlau.
Le camp n'est plus en activité après le 31 juillet 1934.